# Corte Suprema de Nepal
La Corte Suprema de Nepal (en nepalí: सर्वोच्च अदालत, romanizado: Sarbochha Adalat) es el máximo tribunal del poder judicial de ese país.
Está compuesta por hasta un máximo de quince integrantes (entre ellos el presidente), pero por razones de servicio se pueden designar jueces ad hoc. El presidente es designado por el Jefe del Estado (el Rey hasta 2007) con la recomendación del Consejo Constitucional y dura siete años en el cargo. Los demás miembros de la Corte son designados por el Jefe del Estado con la recomendación del Comité Judicial. Durante el periodo en que estuvo vigente la Constitución de 1990, actualmente el país se encuentra en proceso constituyente, los integrantes de esta corte podían ser objeto de acusaciones por miembros de la Cámara de Representantes de Nepal bajo un juicio político.